# 三重町駅
三重町駅（みえまちえき）は、大分県豊後大野市三重町赤嶺にある、九州旅客鉄道（JR九州）豊肥本線の駅である。
豊後大野市の中心駅で、特急列車を含む全列車が停車する。

## 歴史
- 1921年（大正10年）3月27日：鉄道省（後に日本国有鉄道）犬飼軽便線（後に犬飼線）が犬飼駅から延伸された際の終着駅として開業[2][3]。
- 1922年（大正11年）
  - 9月2日：犬飼軽便線が犬飼線に改称、同線の駅となる[2][4]。
  - 11月23日：犬飼線が緒方駅まで延伸され[2]、途中駅となる。
- 1928年（昭和3年）12月2日：犬飼線が豊肥本線に改称、同線の駅となる[2]。
- 1966年（昭和41年）10月25日：昭和天皇、香淳皇后が第21回国民体育大会に合わせて県内を行幸啓。三重町を訪問するためのお召し列車が発着[5]。
- 1984年（昭和59年）2月1日：貨物取扱廃止[3][6]。
- 1985年（昭和60年）
  - 2月1日：自動券売機設置[6]。
  - 3月14日：荷物扱い廃止[3]。
- 1987年（昭和62年）4月1日：国鉄分割民営化により九州旅客鉄道が継承[2][3]。
- 1988年（昭和63年）4月1日：駅舎改築[7]。
- 2023年（令和5年）10月1日：JR九州サービスサポートによる業務委託駅から[8]九州旅客鉄道本体による直営駅へと変更される[9]。

## 駅構造
単式ホーム1面1線と島式ホーム1面2線、合計2面3線のホームを持つ地上駅になっている。互いのホームは跨線橋で連絡している。駅舎は開業時のものだが、1988年に洋風な三角屋根に改装されている。2016年に駅舎の外観の塗装が、茶色とクリーム色に変更された。
JR九州本体が駅業務を受託する直営駅であり、みどりの窓口が設置されている。
大分方面からの折り返しが7本、豊後竹田方面からの折り返しが2本ある。当駅で豊後竹田方面から大分方面行きの朝の1本、大分方面から豊後竹田方面行きの夕方の1本が乗り換えが必要となる。平日朝6時台には当駅始発・豊後竹田行きが1本ある。
2014年（平成26年）3月15日のダイヤ改正で、大分方面からの最終列車が0時14分の到着となり、大分駅・中山香駅・柳ヶ浦駅・臼杵駅・豊後竹田駅、庄内駅と同様に日付が変わってから最終列車が到着する駅となった。

### のりば
| のりば | 路線      | 方向 | 行先               | 備考 |
| ------ | --------- | ---- | ------------------ | ---- |
| 1      | ■豊肥本線 | 上り | 豊後竹田・熊本方面 |      |
| 1      | ■豊肥本線 | 下り | 大分方面           |      |
| 2・3   | ■豊肥本線 | 下り | 大分方面           |      |

## 利用状況
- 2023年度の1日平均乗車人員は672人（前年度比+12人）である[10]。

| 乗車人員推移 | 乗車人員推移 |
| 年度         | 1日平均人数  |
| ------------ | ------------ |
| 2000         | 1,026        |
| 2001         | 990          |
| 2002         | 965          |
| 2003         | 904          |
| 2004         | 924          |
| 2005         | 873          |
| 2006         | 897          |
| 2007         | 925          |
| 2008         | 920          |
| 2009         | 875          |
| 2010         | 882          |
| 2011         | 869          |
| 2012         | 871          |
| 2013         | 874          |
| 2014         | 802          |
| 2015         | 864          |
| 2016         | 844          |
| 2017         | 855          |
| 2018         | 851          |
| 2019         | 832          |
| 2020         | 752          |
| 2021         | 681          |
| 2022         | 660          |
| 2023         | 672          |

## 駅周辺
駅出口正面側（南側）に豊後大野市の中心市街が広がっている。駅周辺は商店街や住宅地になっている。駅正面の県道を700mほど南へ下ると国道326号と交差しており、ここから国道沿いに100mほどの所に官公庁が集中している。
- 駅前通り商店街
  - 三重郵便局
  - 大分銀行三重支店
- 上赤商店街
  - マルミヤストア三重店
  - ホテルますの井
- 豊後大野市役所
- 大分県豊後大野総合庁舎
- 三重税務署
- 豊後大野労働基準監督署
- ハローワーク豊後大野
- 大分地方法務局三重出張所
- 大分少年院
- 豊後大野市総合文化センター（エイトピアおおの）
- 豊後大野市三重総合グラウンド
- フレッシュランドみえ（大原総合体育館）
- 大分県立農業大学校
- 大分県立三重総合高等学校
- 豊後大野市立三重第一小学校
- JAおおいた三重支店
- 九州労働金庫三重支店
- 大分県信用組合三重支店
- 三重町商店街
- トキハインダストリー三重店
- 大野竹田バス本社
- 国道326号
- フレスポ豊後大野

## バス路線
駅正面に三重駅前バス停が設置されており、以下の路線バスが運行されている。
- 大野竹田バス
  - 三重 - 百枝入口 - 高添・犬飼線：監督署前行き/犬飼駅行き
  - 三重 - 菅尾駅前 - 犬飼線：犬飼久原行き
  - 三重 - 野津市 - 臼杵線：大野竹田バス本社前行き/野津市行き/臼杵駅行き/臼杵港フェリーターミナル行き
  - 内田循環線
  - 三重 - 向田 - 田中・緒方線：向田団地行き/田中行き/市民病院行き
  - 三重 - 内山観音 - 柿木線：大野竹田バス本社前行き/柿木行き
- 臼津交通
  - 臼杵駅方面

## 隣の駅
九州旅客鉄道（JR九州）
■豊肥本線
- 特急「九州横断特急」停車駅

■普通
菅尾駅 - 三重町駅 - 豊後清川駅